# Superstrat
Superstrat (někdy hláskován jako sooper strat nebo super-strat) je název pro elektrickou kytaru, která se podobá designu Fender Stratocaster, ale s rozdíly, které jasně odlišují od standardní Stratocaster, obvykle zajišťuje jiný styl hry. Mezi rozdíly obvykle (ale ne vždy) patří více špičaté agresivně vypadající tělo a krk, různé tvary tonewoods, zvýšený počet pražců, použití humbucking snímačů a Floyd Rose tremolo systémů.
Neexistuje žádná formální definice superstrat, kategorizace je stále z velké části k oblíbenému názoru a velmi závisí na umělci spojeném s konkrétním modelem a jak je uváděn na trh. Superstrats jsou obecně vhodné pro heavy metal, protože hrají s high-gain zkreslením.

## Historie
- Genesis, vlastní úpravy
- Eddie Van Halen Frankenstrat, červeně lakovaná verze

S narůstající popularitou v heavy metalu během začátku 1980, kytaristé začali hledat kytary více vhodné k novému stylu, a to jak z hlediska vzhledu (více "špičatý" Agresivní design) a hratelnosti (v snadnosti hraní a tlustší tón, který zní dobře s hi-gain zesilovačem). Kytaristé, jako Ritchie Blackmore, Jon Roth Uli a Dave Murray používali Fender Stratocaster, ale každý z nich měl drobné úpravy provedené na svém nástroji, aby vyhovoval jeho individuálnímu hernímu stylu.
Eddie Van Halen jako první sestavil kytaru se superstrat vlastnostmi. Nespokojený s výkonem tehdy dostupných obchodně-off-the-police kytar, Van Halen snažil vytvořit hybridní instrument, který by vyhovoval jeho akrobatickému hernímu stylu. Akciové snímače příslušné Fender Stratocaster byly hlučné, a postrádali výkon nutný řídit zesilovač do tvrdého zkreslení (charakteristika zvuku Van Halen), ale tvar těla a široký hrací rozsah tremola Fender Fulcrum k němu. Zanícený tinkerer, Van Halen sestavil Boogie orgánům Stratocaster: tělo tenké, 21-pražcový javorový krk a vysoce výkonný humbucking Gibson PAF v slot Bridge. Tato kytara, známá jako "Frankenstrat" byla uváděna na debutovém albu Van Halen Van Halen, a zobrazená na obalu alba. Kytara byla později přemalována krycím červeným povrchem, a měla různé humbucker snímače v průběhu let, některé z nich na zakázku.
Brzy, ostatní kytaristé a luthiers použily také podobné vlastní změny svých nástrojů. Mnohé zdroje citují Grover Jackson jako jednoho z prvních (a nejvlivnější) kytarových tvůrců v oboru - kytary se všemi rysy superstrats, přitom již v roce 1981. Později byly všechny tyto zlepšení integrovány do továrního Jacksonova Soloist modelu.

## Hromadná výroba
Kolem 1983-1984, společnosti jako Kramer, Jackson, Charvel, Yamaha, Aria, Ibanez a Hamer začala masová výroba designu superstrat kytary vzhledem k rostoucí poptávce na trhu. Rostoucí popularita heavy metalu vedla k celé nové generaci kytaristů. Některé příklady kytar uváděné na trh k tomuto konkrétnímu publiku patří:
- Kramer Baretta (1983-1991) - kytara s Floyd Rose, jeden šikmý humbucker, ale více tradiční krk a tělo kontury. Baretta má úzkou vazbu na Frankenstrat Van Halen ale Eddie nikdy zvolil Baretta, pokud jde o hraní na jevišti.
- Dean Bel Aire (1983-1984) - brzy HSS kytaru daboval superstrat.
- Jackson Soloist (oficiálně vyrábí od 28. srpna 1984 [10]) - 24 pražců a Floyd Rose / Kahler most - v plném balení funkcí Superstrat k dnešnímu dni v masově vyráběnou kytaru, zvážil to mnoho první "skutečné" superstrat.

Během zbytku 1980, vzhledem k obrovské marketingové úspěchu, většina kytarových firem měla alespoň jeden model superstrat v sériové výrobě.